# Nick Berry
Nick Berry (bürgerlich: Nicholas Berry; * 16. April 1963 in London) ist ein britischer Schauspieler und Sänger.

## Leben
Nick Berry wurde an der Sylvia Young Theatre School ausgebildet. Nach einigen kleineren Nebenrollen wurde seine größte Rolle die des Barmanns Simon Wicks in der BBC-Seifenoper EastEnders, den er 1985 bis 1990 spielte. Die von ihm in der Serie vorgetragene Ballade Every Loser Wins wurde als Single veröffentlicht und erreichte 1986 Platz 1 der UK-Charts, auch erschien ein Album von ihm.
1992 bis 1998 spielte er den Sergeant Nick Rowan in der britischen Polizisten-Serie Heartbeat. Das von ihm gesungene Titellied der Serie erreichte in den Charts Platz 2. Nach dieser Zeit spielte er in den Serien Harbor Lights und In Deep.

## Filmografie (Auswahl)
- 1983: Party Party
- 1984: The Box of Delights (Fernsehserie, 3 Folgen)
- 1985–1990: EastEnders (Fernsehserie, 360 Folgen)
- 1992–1998: Heartbeat (Fernsehserie, 96 Folgen)
- 1999–2000: Harbour Lights (Fernsehserie, 16 Folgen)
- 2001–2003: In Deep (Fernsehserie, 22 Folgen)